# 日本綿花
日本綿花株式会社（にほんめんか、略称: ニチメン）は、かつて存在した日本の専門商社。改名を経て、現在の大手総合商社・双日の前身企業の一社にあたる。

## 概略
明治時代に入り、日本において紡績業が盛んになったが、原料綿花の輸入は、外国商館や一部の会社に寡占されていた。
日本綿花は1892年（明治25年）、日本企業による綿花調達手段を確保を目指し、関西の紡績業者や商人である田中市兵衛、木原忠兵衛、岡橋治助ら20人以上が集まり、大阪で設立された。初代社長は、日本赤十字社設立者の息子で内務官僚・外務官僚の佐野常樹。
日清戦争後の日本の不況において、製糸業の老舗であった日本カタン糸はイギリスの J. P. コーツに買収されたが、ジャーディン・マセソン商会は1896年、紡績会社を上海に設立したため、日本の紡績業への影響は少なかった。
1898年には、神戸市で日本綿花同業会が設立され、野呂邦之助が会長に、山崎知遠が理事に、評議員には三井物産と日本綿花、内外綿会社、ドイツのイリス商会、イギリス領インドのタタ商会、サスーン商会が着任 。このころ日本郵船はアントワープ、ロンドン、カルカッタの航路を開設しており、さらに1902年（明治35年）にはオランダ貿易会社が、ジャワ島-中国-日本航路を開設し、紡績業はそれにつれ取引範囲も世界各国に拡大した。終夜営業の日本の紡績工場、1日14時間の過酷工場労働を利用し、日本綿花はやがて、食品や雑貨なども取扱うようになる。
1910年に清国が首都南京で開催した南京博覧会では、日本部も5月8日から10月28日の閉会に至るまで開館。1912年（大正元年）には紡績業は国内産業の5割を占めるほどになっていた。
1916年（大正5年）には、 米国テキサス州にテキサス日本綿花会社を設立した。7月20日には3割配当を実施。株価は暴騰して額面50円の株券が205.5円になった。
他方、紡績業の創始とともに、搾取的労働体制についての労働者のストライキもしばしばあり、1911年（大正14年）には、深夜業禁止法案が撤回され1930年代まで実施が延期された。その後の1919年（大正8年）には国際労働機関で女性深夜業の禁止条約が成立している。
そのこともあって、低賃金労働による綿製品のダンピングがアメリカの雇用を圧迫するようになり、1937年には日米貿易摩擦が生じ、1940年には日米通商航海条約が廃棄され、翌年には日本海軍が真珠湾攻撃に至った。
1943年（昭和18年）、日綿実業と改称。
1982年（昭和57年）に「ニチメン株式会社」と改称し、2004年（平成16年）に日商岩井と合併し双日株式会社となった。

## 略史
- 1892年（明治25年） - 10月11日、日本綿花の設立願書を、大阪府知事に提出
- 1898年（明治31年） - 日本綿花同業会が設立
- 1905年（明治38年） - 12月30日、東京倉庫が、日本綿花同業会と神戸港陸揚綿花の荷捌契約を締結
- 1909年（明治42年） - 10月、日本綿花支配人の喜多が、日本綿花同業会会長に就任
- 1916年（大正5年） - 3月22日、日本綿花が、テキサス日本綿花会社を設立。『日本綿花週報』の発刊を開始。株価が4倍に高騰。
- 1933年（昭和8年）- 英領インドでルピー暴落が発生し、不当廉売法（ダンピング禁止法）が実施。また、日印通商条約破棄により最恵国待遇を失い原料綿花の輸入に障害を来たす[12][注釈 5]。
- 1937年（昭和12年） - 日本の紡績業とアメリカ綿業協会とのあいだに紛争が発生。アメリカ側からは日本綿製品への関税政策が示唆される。
- 1938年（昭和13年） - 国家総動員法と経済統制に基づく綿製品輸出奨励策のため、軍需および特免品以外の一切の国内用綿製品の製造が禁止され、綿製品は基本的に全て輸出用となる[注釈 6]。国内日本人は主にレーヨン製の衣料のみを着るようになった[13]。日本が経済制裁を受け、綿花輸入が不可能になる[注釈 5]。
- 1941年（昭和16年） - 重要産業統制法の施行により、9月15日、日本綿花輸入統制株式会社が設立される。
- 1943年（昭和18年） - 日本綿花が4月28日、社名を日綿実業に変更。会長制を創設。
- 1982年（昭和57年）- ニチメン株式会社と改称。
- 2004年（平成16年）- 日商岩井と合併し双日となる[1]。

## 歴代社長
- 佐野常樹 - 初代社長。佐野常民の娘婿。[14]
- 竹尾治右衛門
- 田中市兵衛
- 志方勢七
- 喜多又蔵
- 南郷三郎
- 潮崎喜八郎
- 岡島美行
- 福井慶三 - オリックス設立時社長となる。
- 神林正教
- 上田俊二
- 日比野哲三
- 田中義巳
- 竹田博